# Albaneses
Albaneses (em albanês: Shqiptarët) são os integrantes de um grupo étnico europeu, que vive na Albânia e nos países vizinhos, e falam o albanês. Cerca de metade deles vivem na própria Albânia, enquanto grupos significativos vivem no Kosovo, na Macedônia do Norte, na Sérvia e em Montenegro. Existem também comunidades albanesas em diversos outros países, como a Turquia, a Grécia e a Itália.